# Fantasy (profumo)
Fantasy è un profumo femminile dell'azienda Parfums Elizabeth Arden ed è il secondo profumo firmato da Britney Spears. Le note di testa si basano principalmente su essenze fruttate come kiwi e cotogno più gelsomino e litchi per poi passare a note del tutto dolci come cioccolato bianco e infine lasciare il profumo di sostanze floreali come orchidea, muschio e iris germanica.

## Estetica
Il profumo si presenta in una boccetta sferica fucsia accompagnata all'estremità, vicino allo spray salvavita, da una "sciarpetta" di diamantini in plastica che ricopre tutto il bordo del profumo. In realtà un tempo venivano usati degli Swarowsky al posto di diamantini in plastica ma, dopo aver notato che dopo un po' la colla che manteneva gli Swarowsky cedeva facendoli cadere e lasciando resti appiccicosi sulla boccetta se tenuta al caldo,nel 2008 si decise di non usarli più e di sostituirli con dei diamantini finti. Vi sono inoltre altri piccoli diamanti sparsi qua e là per la boccetta di colore verde.

## Promozione
La Spears ha girato uno spot pubblicitario (andato anche in onda in Italia) per il profumo dove si vede una piccola fiaba raccontata sotto le note di Breathe On Me. Oltre alla Spears nel video vi è anche il modello Nick Steele che recita nel ruolo del cacciatore. Il profumo ha fatto guadagnare alla casa produttrice più di 30 milioni di dollari.

## Altre edizioni
Successivamente a Fantasy sono uscite altre fragranze "spin-off" come "Midnight Fantasy","Hidden Fantasy","Circus Fantasy" e "Fantasy Twist" che comprende i primi due Fantasy in una sola boccetta.